# ارنستو ساباتینی
ارنستو ساباتینی (ایتالیایی: Ernesto Sabbatini؛ ۸ سپتامبر ۱۸۷۸ – ۵ اکتبر ۱۹۵۴) هنرپیشه اهل ایتالیا بود.
از فیلم‌ها یا مجموعه‌های تلویزیونی که وی در آن‌ها نقش داشته است، می‌توان به همچون برگ‌ها اشاره نمود.